# José Dujaut
José Dujaut (Posadas, Provincia de Misiones, Argentina; 30 de octubre de 1991) es un futbolista argentino. Juega como mediocampista ofensivo y su primer equipo fue Crucero del Norte. Actualmente milita en Guaraní Antonio Franco del Torneo Regional Amateur.

## Clubes
| Club                   | País      | Año       |
| ---------------------- | --------- | --------- |
| Crucero del Norte      | Argentina | 2012-2013 |
| Chaco For Ever         | Argentina | 2013-2014 |
| Crucero del Norte      | Argentina | 2014-2018 |
| Atlético San Jorge     | Argentina | 2019      |
| Guaraní Antonio Franco | Argentina | 2020-?    |

## Palmarés
| Título                     | Club              | País      | Año  |
| -------------------------- | ----------------- | --------- | ---- |
| Ascenso a Primera División | Crucero del Norte | Argentina | 2014 |